# Distretto di San Miguel de Chaccrapampa
Il distretto di San Miguel de Chaccrapampa è un distretto del Perù nella provincia di Andahuaylas (regione di Apurímac) con 1.850 abitanti al censimento 2007 dei quali 693 urbani e 1.157 rurali.
È stato istituito l'8 giugno 1990.